# Окио Пиколо (Бриндизи)
Окио Пиколо (итал. Occhio Piccolo) је насеље у Италији у округу Бриндизи, региону Апулија.
Према процени из 2011. у насељу је живело 26 становника. Насеље се налази на надморској висини од 71 м.